# 成人電子遊戲
成人電子遊戲，指被认为不適合未成年人玩的遊戲，並禁止未成年人購買。通常包括色情、血腥、暴力、獵奇的元素。其中內容以暴力成分為主，例如血腥等可能令年幼人士受驚或不安的遊戲，通常被稱為暴力遊戲。

## 日本
行內使用「18+」為標註，稱為「18禁」。Microsoft Windows的普及令日本的成人遊戲和美少女遊戲急速發展，大多為Microsoft Windows平台的電腦遊戲。
在視覺上，大部分為日本动画風格的圖像，遊戲的開頭影片一般也是以靜止圖片為主，此特點和ACG文化的御宅族結合，成為御宅族文化的其中一種。二次元圖像也可以輕易的做出現實較困難或需要高資金、高科技攝影技術的情景，例如觸手、獵奇。亦有三維的成人遊戲，如ILLUSION的作品。也存在真人演出的成人遊戲，如1995年由白夜書房發售的《步美物語真人版》，但極為罕見。
在遊戲類型上，絕大部分為冒險遊戲（始祖為1985年由JAST發售的《天使們的午後》）和視覺小說（始祖為1996年由Leaf發售的《雫》），但亦有育成遊戲、戰略遊戲、角色扮演遊戲（代表作如1989年由Élf發售的《龍騎士》）、動作遊戲（代表作如2002年由戲畫發售的《BALDR FORCE》）、脫衣麻雀，和較為稀有的射擊遊戲、2007年8月31日才有第一作的第一人稱射擊遊戲《GUN-KATANA（銃刀） ―Non-Human-Killer―》。
作品大多是以男性為對象的美少女遊戲。而在2000年前後，出現以女性為對象的少女遊戲（乙女遊戲）、BL遊戲，但此類遊戲通常不含18禁的內容，實際上以女性為對象的成人遊戲相對較少，另外亦有原是全年齡對象的遊戲加上18禁內容的資料片（如2001年由Alice Blue發售的《王子殿下LV1》），一些原開發男性為對象的遊戲的製作者也有開發女性為對象的遊戲的子公司。
在遊戲製作上，因主流的遊戲類型（冒險遊戲、視覺小說）不需要特別深奧的技術，只需要一般家用電腦則可製作一部作品。而遊戲劇本、CG、程式編寫、音樂、聲優、廣告和企劃的經費通常需要約數百萬日元（除同人遊戲），成人遊戲的價格由3000日元至8000日元不等，售出1000套通常是收回成本的底線。
在倫理管制上，除了製作者自己的自主規制和法律上的管束外，亦有電腦娛樂供應商協會、電腦軟體倫理機構（軟倫）、日本娛樂電子工業協會（JAMMA）、映倫管理委員會（EIRIN）、日本映像倫理協會（NEVA）和映像作品倫理聯絡會議（暫稱）管理，多以軟倫為主。

## 歐美
美國ESRB使用「Adult-Only」仅限成人级简称AO級作為標註。
1982年，美國Mystique公司發售了世上第一套英文的成人遊戲《卡斯特的復仇》，當時的遊戲多出現在雅達利2600平台，也有一些是街機。在1990年代，多是以CD為載體，內容著重於映像質素和三維技術。而PlayStation 2面世後，歐美的成人遊戲多出現在此平台，如《BMX XXX》、《Playboy: The Mansion》，但非常少見，至2008年，ESRB的AO（成人）評級中只有23部作品，當中較出名的是《俠盜獵車手：圣安地列斯》，銷量在綜合PlayStation 2遊戲中是非常高，並曾獲得多項獎項。另外也有一些提供成人遊戲的網站如AIF、SpeedStrip （页面存档备份，存于）等。